# Dixmude (porte-avions)
Pour les autres navires du même nom, voir HMS Biter.
Pour les articles homonymes, voir D97 et Dixmude (homonymie).
Le Dixmude, anciennement HMS Biter (D97), est un ancien porte-avions d'escorte de la Royal Navy transféré à la Marine française, qui l'a utilisé d'abord comme porte-avions léger puis comme navire de transport et enfin comme navire auxiliaire de 1945 à 1964. Au cours de sa carrière française, il a surtout servi de transport d'aviation mais son arrivée a permis la renaissance de l'aviation embarquée dans la Marine nationale.
C'est l'un des quatre porte-avions d'escorte (CVE) de la classe Avenger que les États-Unis ont produits pendant la Seconde Guerre mondiale à partir de coques de cargos (le Rio Parana), pour servir comme porte-avions d'escorte dans la Royal Navy (HMS Biter).
Le Dixmude est nommé en hommage à la ville belge du même nom, siège de la bataille du Front de l'Yser en 1914.

## Historique

### Sous pavillon américain puis britannique

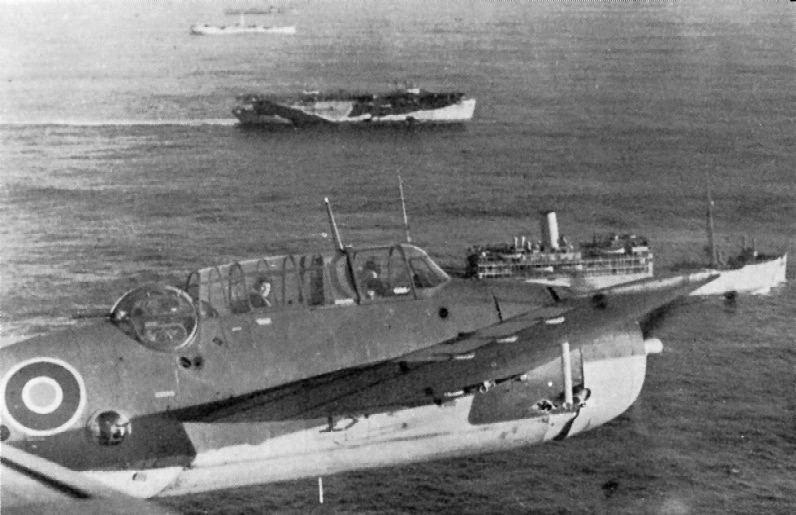
Le HMS Biter en 1943-1944 (au fond)

À l'origine, le HMS Biter est le cargo américain de type C 3 Rio Parana, mis sur cale le 28 décembre 1939 par Sun Shipbuilding & Drydock Co. à Chester (Pennsylvanie) sous contrat de la Maritime Commission (coque MC no 60) et lancé le 18 décembre 1940. Livré incomplet à l'US Navy le 2 septembre 1941 pour transformation en porte-avions d'escorte (CVE) au New York Navy Yard à Brooklyn, le bâtiment, classé BAVG 3, est transféré le 1er mai 1942 à la Maritime Commission pour nouveau transfert au Royaume-Uni sous accord Lend-Lease. Pris en charge par la Royal Navy quatre jours plus tard, il est commissionné comme HMS Biter (D97) le 6 mai 1942. Il devient alors le premier porte-avions affecté à la protection des convois dans l'Atlantique Nord, rôle qu'il tient brillamment jusqu'en 1944. Il a aussi participé, en novembre 1942, à l'opération Torch, le débarquement anglo-américain en Afrique française du Nord.

### Sous pavillon français
Dans l'immédiat après-guerre, l'aéronautique navale française dispose de deux flottilles équipées de chasseurs Seafire Mk.III (flottille 1F), de bombardiers Douglas SBD Dauntless (flottilles 3F et 4F),. La Marine nationale française, elle-même, arme 306 bâtiments jaugeant 365 360 tonnes, dont une partie provient de l’aide alliée (203 navires reçus dans le cadre des accords Lend-Lease et Mutual Aid, soit 71 944 tonnes) et cherche un porte-avions. En 1931 sont étudiés les projets PA-16 de 18 000 tonnes de classe Joffre. Par ailleurs, des études avaient été conduites à Vichy durant la Seconde Guerre mondiale (projet PA5B de porte-avions moyen, projet PA1 P2C de porte-avions lourd de (47 000 tonnes) mais les conditions industrielles et financières mais surtout politiques, rendent pratiquement impossible la construction d’un porte-avions neuf : en désespoir de cause, le Conseil supérieur étudie des solutions de rechange qui seront toutes  abandonnées : la transformation du transport d'hydravions Commandant Teste en porte-avions d'escorte n’est évoquée en octobre 1945 que pour être abandonnée en février suivant, Une nouvelle modernisation du Béarn n’est pas une solution, la transformation du cuirassé inachevé Jean Bart en porte-avions coûterait presque aussi cher qu’un porte-avions neuf : 4 milliards de francs contre 5 et est vite écartée. Pourtant, il faut que la Marine ait un porte-avions si elle veut retrouver son rang, et la France avec elle : la délégation française à l’ONU ne parle-t-elle pas en 1946 « d’une contribution navale de l’ordre de six porte-avions, trois cuirassés, douze croiseurs et quarante destroyers 113 »? Le 12 octobre 1945, le Conseil supérieur émet l’avis de mettre en chantier deux porte-avions légers, mais l’ampleur des destructions et le délabrement des finances rappellent très vite le commandement à la réalité : en février 1946, les coupes budgétaires entraînent l’arrêt presque complet des constructions. Il faut donc se tourner vers les Alliés. Désarmé après la bataille de l'Atlantique, le Biter est dans un triste état lorsque les Français demandent qu'il leur soit cédé pour être utilisé avec les SBD fournis par les États-Unis. Après avoir été remis en état par la France, il est incorporé dans la Marine nationale le 9 avril 1946 sous le nom de Dixmude (A609).

#### Carrière en Indochine
Le 28 janvier 1947, le Dixmude, remis à niveau, appareille de Toulon et atteint Saïgon le 3 mars avec la flottille 4F composée de 9 bombardiers en piqué SBD qui attaquent à partir du 13 mars des objectifs sur la cote d'Annam puis effectuent des missions d’appui aérien rapproché à partir du golfe du Tonkin au profit de troupes au nord de l'Indochine française, les premières sorties au combat effectuées par un porte-avions français. En effet, les SBD de la flottille 4F sont crédités du bombardement de la place-forte du Viet Minh à Tuyen Quang, le 2 avril 1947. À la suite de problèmes de catapulte, le Dixmude rentre en France métropolitaine en avril. En raison de sa grande lenteur et de son seul ascenseur, le bâtiment est relégué au rôle de transport : il appareille de nouveau en septembre 1947, accoste à Saïgon le 21 octobre avec des SBD, 12 Ju-52 et 12 Spitfire qui opèrent au sol depuis Saïgon, Hanoï et Haïphong pour les opérations Léa et Catherine, au cours desquelles la flottille 4F accomplit 200 sorties et largue 75 tonnes de bombes. Il regagne Toulon en mai 1948, après avoir participé à des missions de combat au large de la Cochinchine avec des bombardements sur la Plaine des joncs (Gao Giong) et sur la péninsule de Camau. Le Dixmude effectue deux autres transports d'aviation en Indochine française, l'un à l'été 1948 avec deux escadrons de chasseurs Bell P-63A Kingcobra, le second à l'été et l'automne 1950 afin de livrer au profit de l'Arromanches des avions F6F-5 Hellcat et SB2C Helldiver récupérés aux États-Unis. Les derniers appontages et décollages sont faits par deux Seafire Mk.III le 28 novembre 1949.
Il a été au coeur de l'affaire Henri Martin, une affaire judiciaire qui s'est déroulée en France de 1949 à 1953, du nom d'Henri Martin, un jeune marin communiste, témoin occulaire du Bombardement de Haïphong, innocenté par le tribunal d'une accusation de sabotage du Dixmude dans la rade de Toulon, mais condamné à cinq ans de prison pour avoir distribué à partir de 1949 des tracts témoignant contre la guerre d'Indochine et gracié après trois ans derrière les barreaux après une campagne dans l'opinion.

#### Classement en transport d'aviation et désarmement
Le 17 août 1950 il quitte Toulon pour y revenir le 21 décembre 1950 après avoir effectué le tour du monde en 121 jours dont 75 de mer et 46 d'escale ; il a parcouru 24080 miles à la vitesse moyenne de 13,7 nœuds, sous le commandement du Capitaine de Vaisseau Suquet.
En 1952, il est classé transport d'aviation. Il continue ses rotations entre les États-Unis, l'Indochine française, l'Inde, l'Afrique du Nord, le Sénégal, etc. Par la même occasion, il livre à l'Inde 32 puis 35 Ouragan et Mystère IV. Enfin, le Dixmude prend part au retour en France depuis le Tonkin, en 1954, des Flottilles 3.F et 11.F de l'Aéronavale. Entre 1956 et 1959 il transporte pour l'Armée française des hélicoptères entre les États-Unis et l'Algérie. Désarmé en 1960 à Saint-Mandrier-sur-Mer, il sert de base au Commando de fusiliers marins nageurs de Combat (le Commando Hubert) jusqu'au 30 janvier 1965, où il est placé en réserve spéciale. Il est ensuite rendu aux États-Unis le 10 juin 1966. Il quitte la France le 14 juin pour servir de navire-cible à la Sixième flotte américaine en Méditerranée le 17 juin.

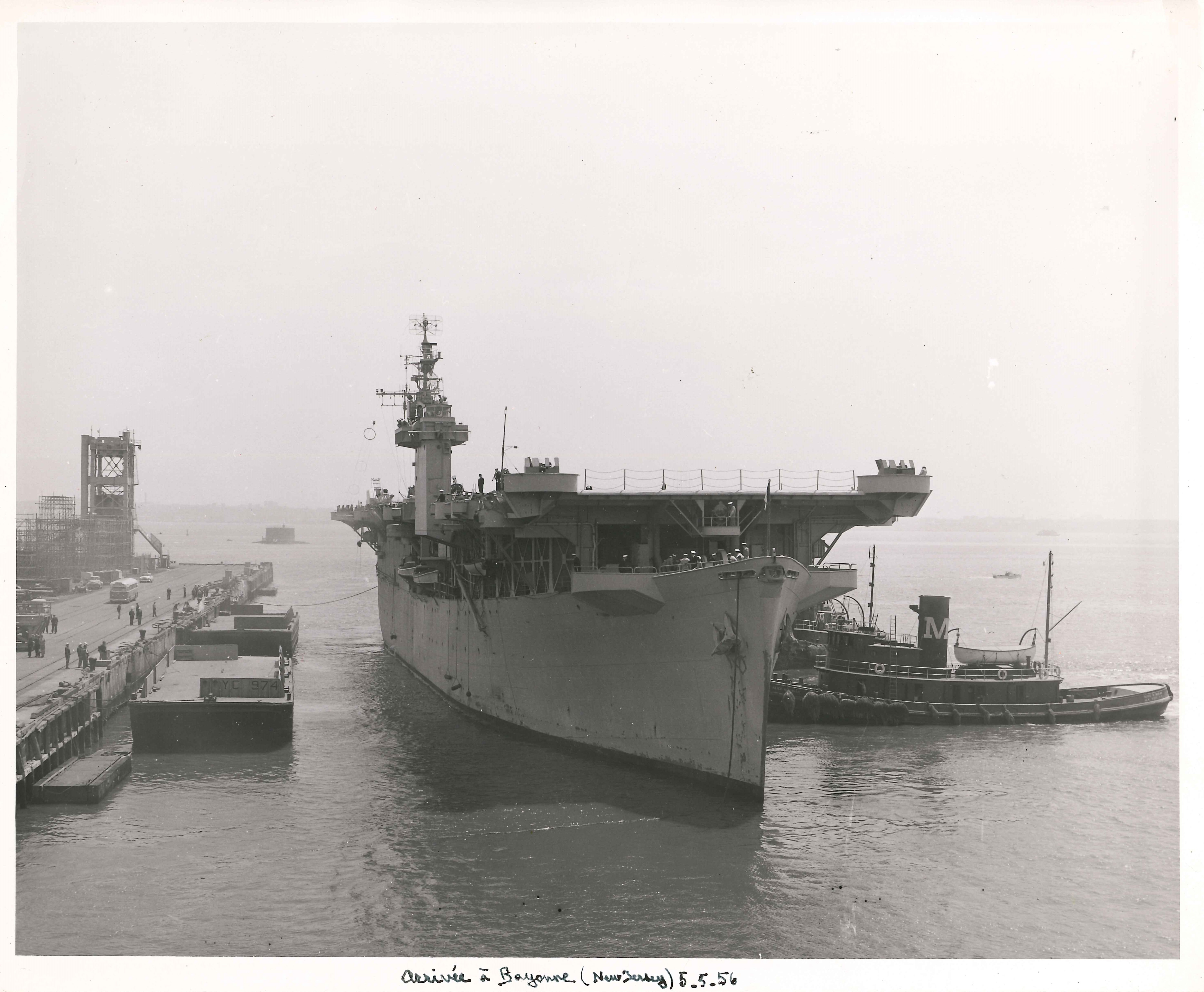
Accostage du Dixmude à Bayonne (New Jersey), le 5 mai 1956.
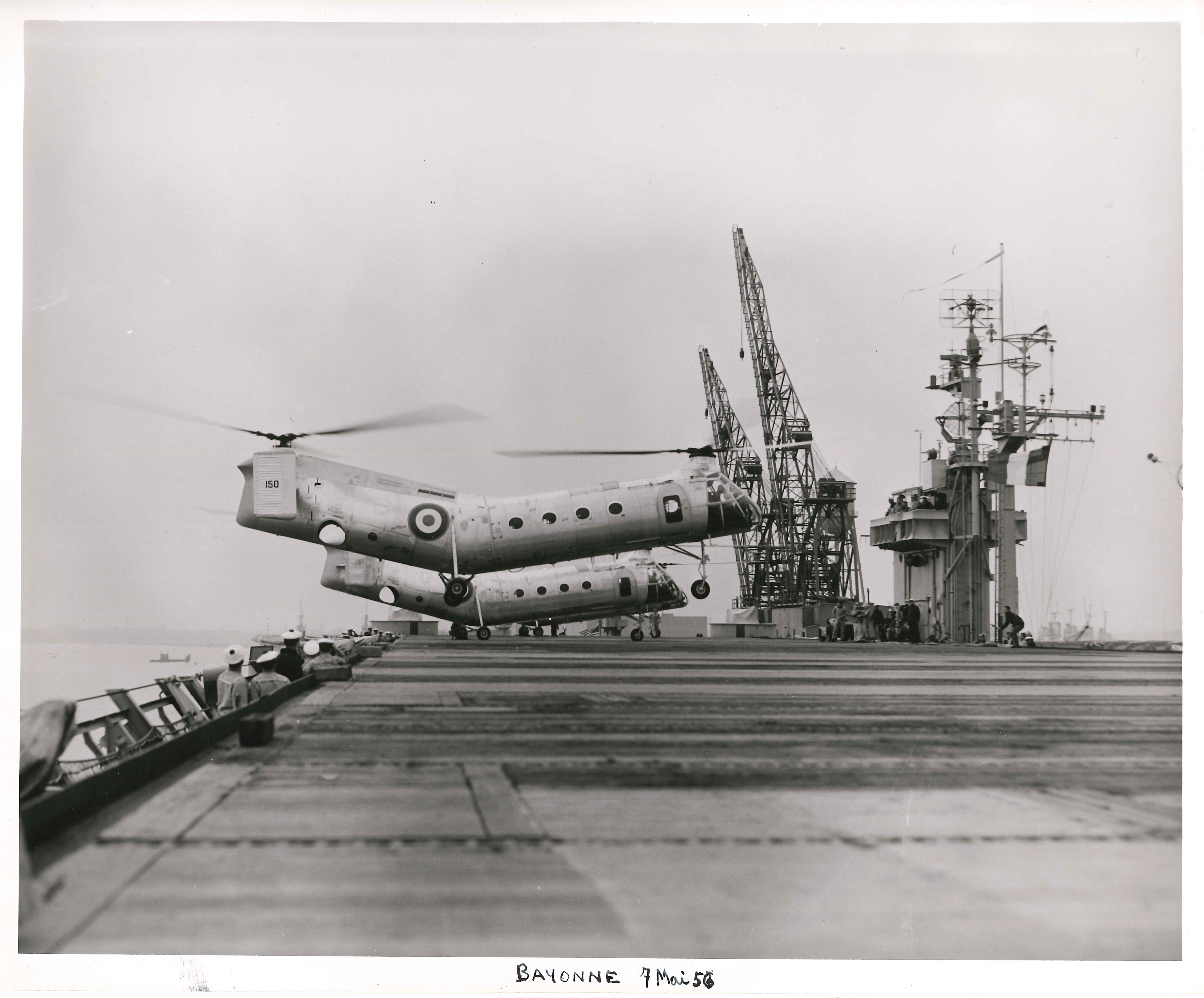
Appontage d’un hélicoptère Vertol H-21, le 7 mai 1956.

## Personnalités ayant servi à bord du bâtiment
- Gontran Gauthier (1906-1966), Compagnon de la Libération.
- Pierre de Morsier (1908-1991), commandant en second le porte-avions, Compagnon de la Libération.
- Maurice Brun (1927-2021), maître mécanicien

## Postérité
Un demi-siècle après son désarmement, son nom est repris par le Dixmude (L9015), un porte-hélicoptères amphibie (PHA) de la classe Mistral, admis au service actif en 2012.

### Pour aller plus loin